# Cordia polystachya
Cordia polystachya là loài thực vật có hoa trong họ Mồ hôi. Loài này được Kunth mô tả khoa học đầu tiên năm 1819.